# トロウイルス属
トロウイルス属(Genus Torovirus)とは、ニドウイルス目(Nidovirales)トバニウイルス科(Tobaniviridae)トロウイルス亜科に属する主に脊椎動物に感染するウイルスの一属。ウイルス粒子は多形性のエンベロープに包まれた直径120－140nmの形態を示す。ウイルス粒子の表面には棒状のタンパク質のスパイクが分散している。ヌクレオカプシドはらせん対称のドーナツ型の構造を示す。

## ゲノム
クラスIVのウイルスはプラス一本鎖RNAウイルスである。

## 種
よく研究されている種として以下のものがある:
- ウシトロウイルス（Bovine torovirus）
- ウマトロウイルス（Equine torovirus）
- ヒトトロウイルス（Human torovirus）
- ブタトロウイルス（Porcine torovirus）

## 引用
1. ↑  ICTVdB Management (2006). 03.019.0.02. Torovirus. In: ICTVdB - The Universal Virus Database, version 4. Büchen-Osmond, C. (Ed), Columbia University, New York, USA
2. ↑  Index of Viruses - Coronaviridae (2006). In: ICTVdB - The Universal Virus Database, version 4. Büchen-Osmond, C (Ed), Columbia University, New York, USA. http://www.ncbi.nlm.nih.gov/ICTVdb/Ictv/fs_index.htm